# رفتار حفاظتی

در نهایت، این رفتار است که بقا را تعیین می‌کند.

تیمبرلیک و لوکاس ۱۹۸۹ناشران همکار، هیلزدیل.

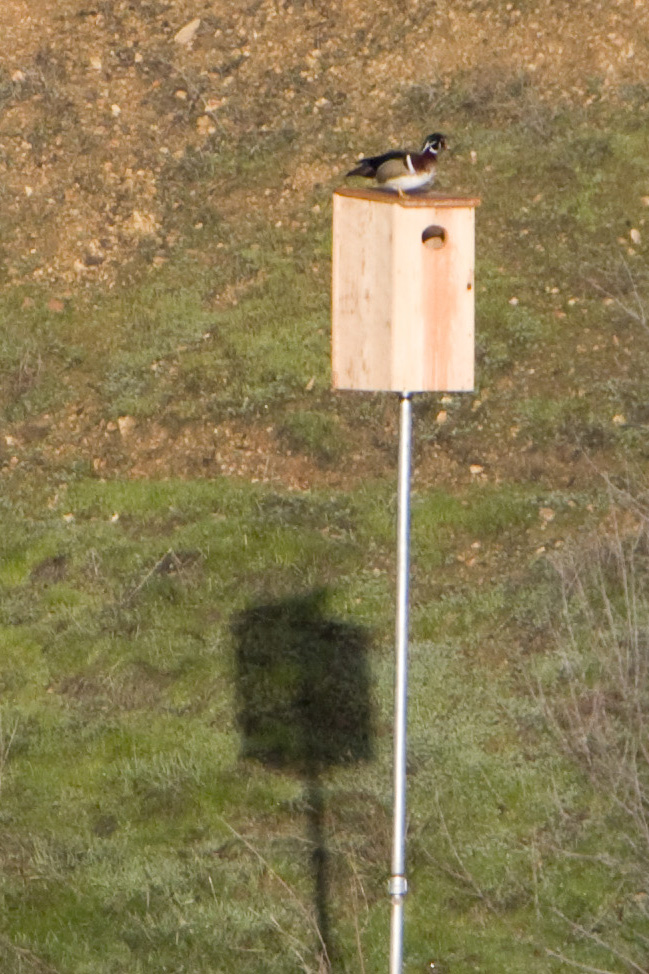
رفتار حفاظتی به زیست‌شناسان کمک کرد تا لانه‌های نامشخصی را برای مرغابی جنگلی قرار دهند که به محافظت در برابر انگل‌های زادآوری کمک می‌کرد.

رفتار حفاظتی یک حوزه میان‌رشته‌ای است که به رفتارشناسی جانوران در کمک به حفاظت از تنوع زیستی می‌پردازد. این حوزه، هم چهار پرسش تینبرگن یعنی علل نزدیک (علل زیستی و فیزیولوژیکی) و هم علل نهایی (علل تکاملی و بوم‌شناختی) رفتار را در بر می‌گیرد و رشته‌هایی همچون ژنتیک، فیزیولوژی، بوم‌شناسی رفتاری و فرگشت را در خود جای می‌دهد.

## مقدمه
رفتار حفاظتی شاخه‌ای از علوم میان‌رشته‌ای است که با هدف به‌کارگیری دانش رفتارشناسی جانوران در جهت حل مسائل مرتبط با زیست‌شناسی حفاظت شکل گرفته است. این مسائل ممکن است در جریان اجرای طرح‌های حفاظتی پدید آیند؛ از جمله در برنامه‌هایی نظیر زادآوری در اسارت، معرفی دوباره گونه به ذخیره‌گاه طبیعی، ایجاد پیوستگی میان مناطق حفاظتی و مدیریت حیات‌وحش. زیست‌شناسان با تحلیل الگوهای رفتاری جانوران می‌توانند به‌طور مؤثرتری این چالش‌های حفاظتی را مدیریت کنند. این کار با درک دقیق علل نزدیک و نهایی رفتارها صورت می‌پذیرد. برای مثال، آگاهی از چگونگی اثرگذاری فرآیندهای نزدیک – مانند واکنش‌های فیزیولوژیکی یا یادگیری – بر بقا، می‌تواند در آموزش جانورانی که در اسارت پرورش یافته‌اند برای تشخیص شکارچیان پس از رهاسازی به زیستگاه طبیعی، بسیار مؤثر باشد. علل نهایی نیز نقشی روشن در موفقیت برنامه‌های حفاظتی ایفا می‌کنند. برای نمونه، شناخت ساختارهای روابط اجتماعی که به افزایش شایستگی زیستی منجر می‌شوند، به زیست‌شناسان کمک می‌کند تا گونه‌هایی از حیات‌وحش را که دچار کودک‌کشی می‌شوند، بهتر مدیریت کنند. به‌طور کلی، پروژه‌های حفاظتی زمانی با احتمال موفقیت بیشتری همراه خواهند بود که زیست‌شناسان تلاش کنند تا به درکی عمیق‌تر از چگونگی اتخاذ تصمیمات سازگاری توسط جانوران دست یابند.
اگرچه رفتار جانوران و زیست‌شناسی حفاظت به‌طور مفهومی درهم‌تنیده‌اند، اما ایده بهره‌گیری صریح از رفتار جانوران در مدیریت حفاظتی تنها برای نخستین‌بار در سال ۱۹۷۴ مطرح شد. از آن زمان، رفتار حفاظتی به آرامی با موجی از انتشارات در این زمینه از اواسط دهه ۱۹۹۰ و حتی تشکیل کمیته‌ای توسط انجمن رفتار حیوانات در حمایت از رفتار حفاظتی، اهمیت پیدا کرده است. تعدادی از مطالعات نشان داده‌اند که رفتار حیوانات می‌تواند در طول پروژه‌های حفاظتی مورد توجه مهمی باشد. از همه مهم‌تر، نادیده گرفتن رفتار جانوران در طراحی و اجرای پروژه‌های حفاظت ممکن است منجر به شکست آن‌ها شود. درخواست‌های اخیر برای ادغام قوی‌تر رفتار و فیزیولوژی برای پیشبرد علم حفاظت، بر این شناخت فزاینده تأکید دارد که هنگام مطالعه حیوانات در طبیعت، تفکیک رفتار و فیزیولوژی غیرممکن است.

## کاربردها
- زادآوری در اسارت

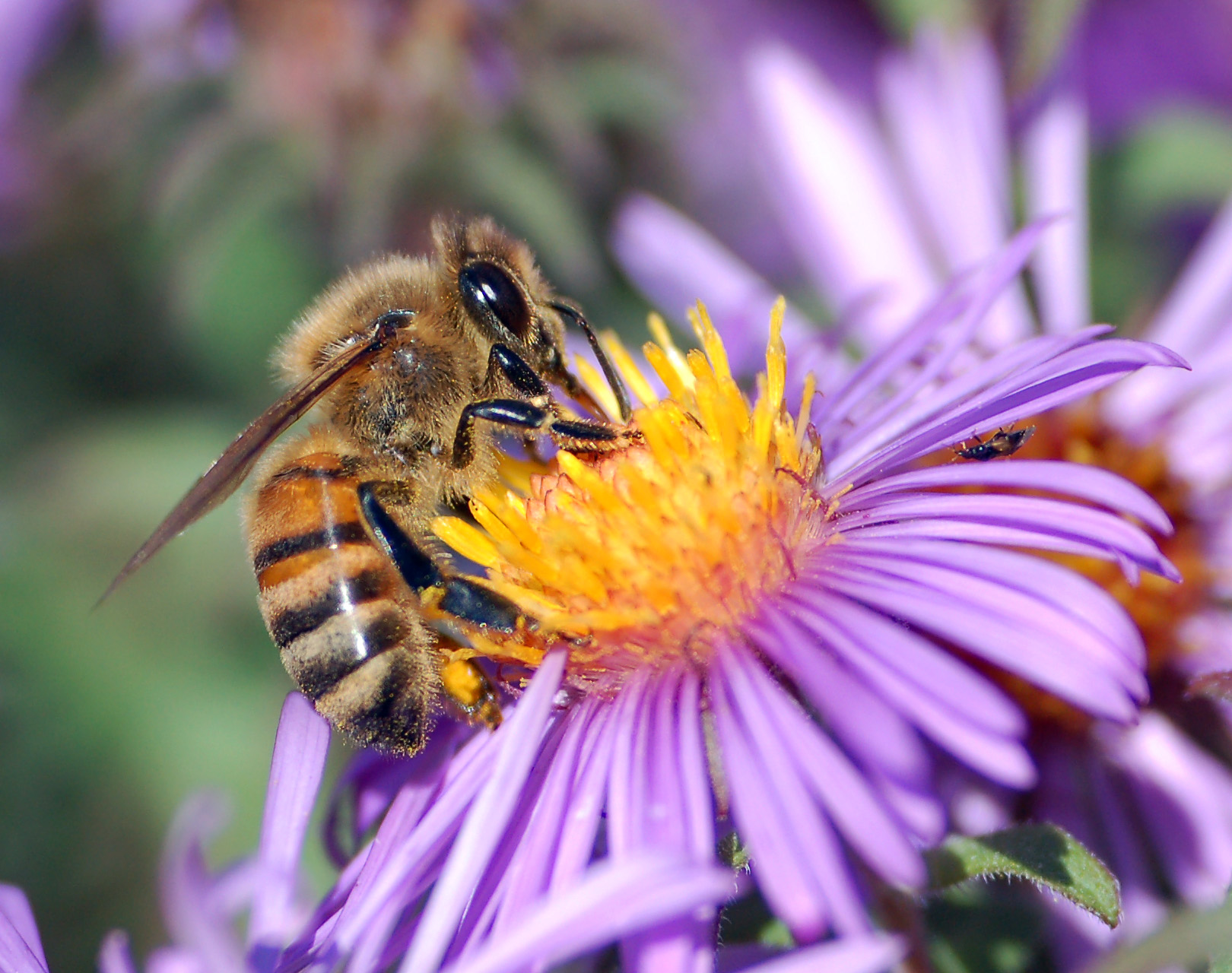
یک زنبور عسل اروپایی در حال جمع‌آوری شهد.

آموزش رفتارهای طبیعی مانند شکار یا گریز از شکارچی.
شبیه‌سازی شرایط اجتماعی یا محیطی طبیعی برای کاهش استرس و افزایش موفقیت تولیدمثل.
انتخاب جفت مناسب بر اساس الگوهای انتخاب جفت در طبیعت.
- معرفی دوباره گونه به زیستگاه طبیعی

آموزش شناسایی و پرهیز از شکارچیان.
تقویت رفتارهای جست‌وجوی غذا، مکان‌یابی و دفاع از قلمرو.
تطبیق رفتار گونه با ویژگی‌های زیستگاه مقصد.
- مدیریت تعارضات بین انسان و حیات‌وحش

پیش‌بینی رفتار مهاجرتی یا تهاجمی گونه‌ها برای پیشگیری از حمله به مزارع، انسان‌ها یا دام‌ها.
طراحی راهکارهای دفع بدون آسیب (مثل استفاده از صدا یا بو) با درک پاسخ‌های رفتاری.
- حفاظت از مسیرهای مهاجرت و زیستگاه‌ها

تعیین نیازهای رفتاری برای جابجایی، مهاجرت یا پراکندگی گونه‌ها. طراحی گذرگاه‌های حیات‌وحش بر اساس مسیرهای حرکتی رایج.
- مدیریت گونه‌های مهاجم یا مزاحم

شناسایی الگوهای رفتاری که به موفقیت گونه مهاجم کمک می‌کند و طراحی راهبرد مقابله‌ای.
- پیش‌بینی تأثیر تغییرات اقلیمی و انسانی

بررسی سازگاری‌های رفتاری برای مقابله با تغییرات محیطی.
ارزیابی توانایی گونه‌ها برای تغییر رفتار و سازگاری با زیستگاه‌های جدید یا شرایط غیرعادی.
- کاهش استرس و افزایش رفاه حیوانات در مراکز نگهداری

طراحی محیط‌هایی بر پایه نیازهای رفتاری طبیعی جانوران
کاهش رفتارهای استرسی یا تکراری با شناخت علل آن‌ها.
- مدیریت جمعیت و رفتارهای اجتماعی

کنترل جمعیت از طریق بررسی رفتار تولیدمثلی، سلسله‌مراتب اجتماعی، و روابط درون‌گونه‌ای.
شناسایی و مدیریت رفتارهای زیان‌بار مانند کودک‌کشی

## چالش‌ها
در حوزه رفتار حفاظتی نگرانی‌هایی در مورد فقدان انسجام رسمی و ساختاری میان دانش رفتارشناسی و زیست‌شناسی حفاظت وجود داشته است؛ به‌ویژه در ارتباط با خطاهای احتمالی و قابل پیش‌گیری که در برخی از پروژه‌های حفاظتی رخ داده‌اند. برخی از صاحب‌نظران حتی معتقدند که با وجود رشد چشمگیر دانش نظری در زمینهٔ رفتار جانوران، این پیشرفت‌ها هنوز ترجمان عملی مؤثری در حوزهٔ حفاظت زیستی نیافته‌اند و همچنان فاصله‌ای محسوس میان تئوری و عمل در این حوزه وجود دارد. با این حال، علی‌رغم این چالش‌ها، نقش حیاتی و غیرقابل انکار دانش رفتارشناسی در طراحی و اجرای پروژه‌های موفق حفاظتی بیش از پیش مورد تأکید قرار گرفته است. به‌کارگیری آگاهانهٔ نظریه‌های رفتاری نه‌تنها می‌تواند به افزایش بهره‌وری اقدامات حفاظتی بینجامد، بلکه زمینه را برای پیشگیری از خطاهای پرهزینه نیز فراهم می‌آورد. در نتیجه، ادغام مؤثر رفتارشناسی با برنامه‌ریزی‌های حفاظت از تنوع زیستی نه یک انتخاب، بلکه یک ضرورت علمی و اجرایی در مسیر پایداری اکوسیستم‌ها به‌شمار می‌رود.